# Eudaf Hen
Eudaf Hen, auch Octavius of the Britons, ist der Name eines britannischen Königs aus der walisischen Mythologie. Er ist eine wichtige Figur in der Erzählung Breuddwyd Macsen („Macsens Traum“) – aufgezeichnet im Llyfr Gwyn Rhydderch ("Das weiße Buch von Rhydderch") – und in der Brut y Brenhinedd („Chronik der Könige“, im Original Historia Regum Britanniae des Geoffrey von Monmouth).

## „Chronik der Könige“
Eudaf Hen ist der Vater von Conan Meriadoc und Elen Luyddawg (Helena), der späteren Gattin von Kaiser Macsen Wledig. Bei Geoffrey von Monmouth wird er als Halbbruder von Konstantin, König in Britannien, bezeichnet. Als dieser nach dem Tod seines Vaters Constantius I. Kaiser in Rom wird, setzt er einen Proconsul bei den Britonen ein. Diesen ermordet Eudaf Hen und proklamiert sich selbst zum König.
Daraufhin entsendet Konstantin drei Legionen auf die Insel, die er unter das Kommando von Trahern, einem Bruder des späteren Königs Coel, stellt. Eudaf Hen kann Trahern bei Winchester besiegen und nach Alba (Schottland) vertreiben. Von dort aus plündert dieser das Land und siegt schließlich bei Westmorland. Eudaf Hen flieht nach Norwegen, aber nachdem seine Anhänger Trahern ermorden, kann er die Königswürde zurückerringen. Auf Anraten Caradocs verheiratet er gegen den Widerstand seines Sohnes Conan seine Tochter Elen an Macsen, den neuen römischen Kaiser.